# Апсон, Мэттью
Мэ́ттью Джеймс А́псон (англ. Matthew James Upson; 18 апреля 1979, Хартисмир, Саффолк, Англия) — английский футболист, защитник.

## Клубная карьера

### «Лутон Таун»
Апсон родился в Хартисмире, Саффолк. В 1994 году он перешёл в молодёжную академию клуба «Лутон Таун». В апреле 1996 года он подписал профессиональный контракт с клубом, но провёл лишь один матч за основной состав в августе 1996 года в матче против «Ротерем Юнайтед».

### «Арсенал»
В мае 1997 года Апсон перешёл в «Арсенал» за £2 млн. Однако из-за стабильных выступлений существующих защитников «Арсенала», Тони Адамса, Стива Булда и Мартина Киоуна, а также из-за собственных травм, Апсон не смог пробиться в основной состав команды. В 1999 году он получил разрыв передних крестообразных связок, из-за чего выбыл из игры на год. В 2000 году он отправился в аренду в «Ноттингем Форест», а годом спустя — в «Кристал Пэлас».
В чемпионском для «Арсенала» сезоне 2001/2002 Апсон провёл за «канониров» 22 игры, включая 14 игр в чемпионате, что гарантировало ему чемпионскую медаль Премьер-лиги. В феврале 2002 года он получил перелом ноги, из-за чего пропустил остаток сезона, включая победу «Арсенала» в Кубке Англии. Восстановившись от травмы, в сентябре 2002 года Апсон отправился в трёхмесячную аренду в «Рединг». В «Рединге» Апсон забил свой первый в профессиональной карьере гол: произошло это в матче Кубка Лиги против «Кембридж Юнайтед». К тому моменту в центре обороны «Арсенала» уверенно действовала связка Сола Кэмпбелла и Коло Туре, из-за чего Апсон не попадал в основу. В январе 2003 года он был продан в «Бирмингем Сити». Всего он сыграл за «Арсенал» 57 матчей.

### «Бирмингем Сити»
В январе 2003 года «Бирмингем Сити» приобрёл Апсона за £1 млн (сумма потенциально могла возрасти до £3 млн в зависимости от выступлений игрока).
В апреле 2006 года во время подготовки к бирмингемскому дерби против «Астон Виллы» он получил травму ноги, из-за чего пропустил остаток сезона. По итогам сезона «Бирмингем» вылетел в Чемпионат Футбольной лиги. Апсон остался в клубе, восстановившись от травмы к декабрьскому матчу против «Плимут Аргайл», в котором «синие» одержали победу со счётом 3:0 (один из голов забил Апсон).

### «Вест Хэм Юнайтед»

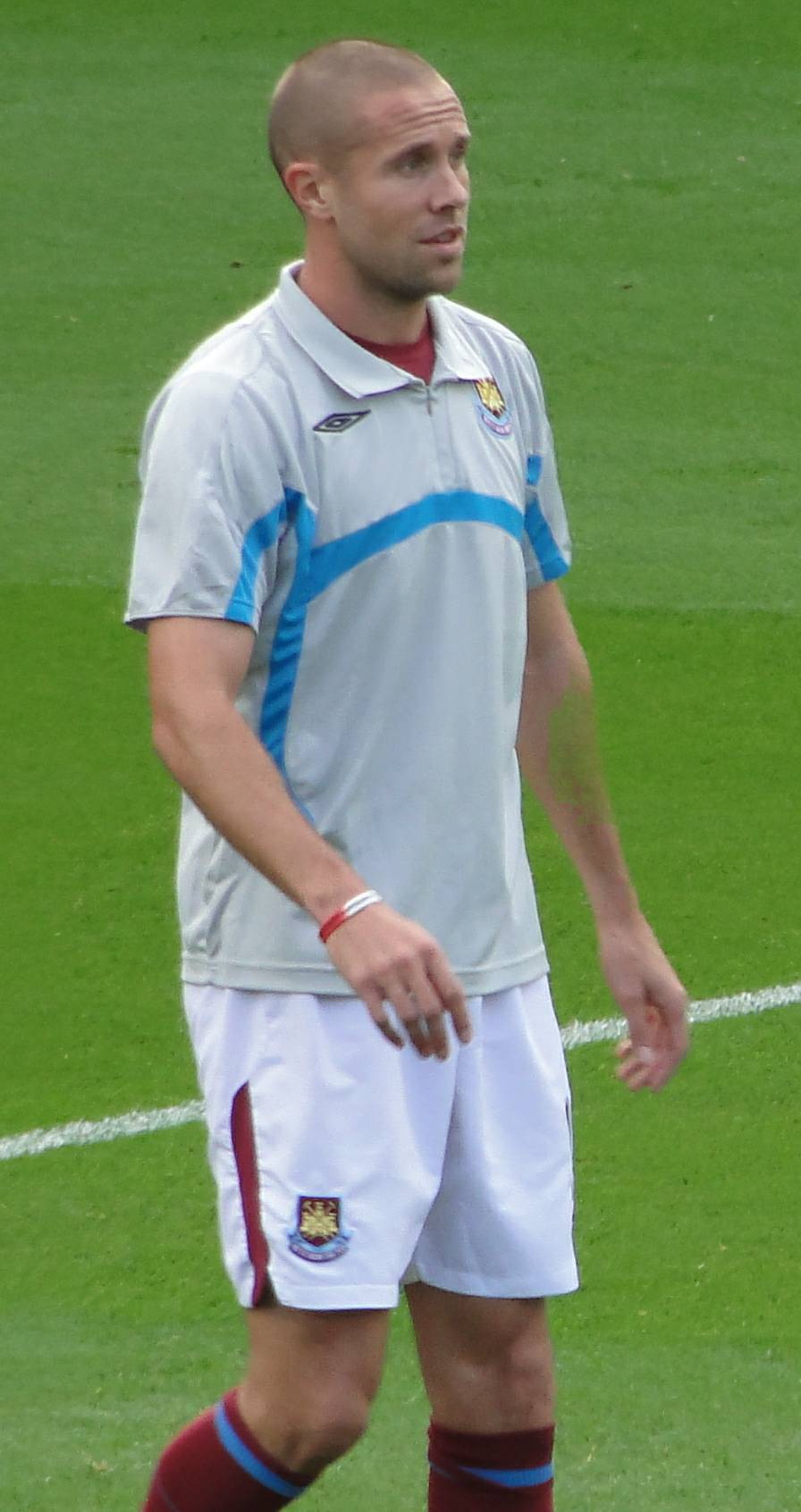
Мэттью Апсон

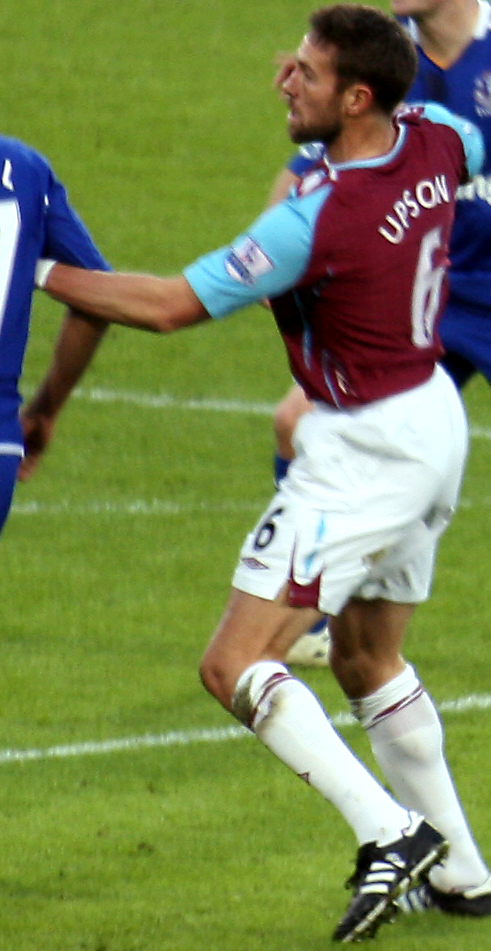
Мэттью Апсон

18 января 2007 года «Бирмингем» отверг предложение «Вест Хэма» о трансфере Апсона за £4 млн, а затем и улучшенное предложение в £6 млн. В последний день трансферного окна соглашение было достигнуто: Апсон переходил в «Вест Хэм» за £6 млн, с перспективой увеличения этой суммы до £7,5 млн в зависимости от выступлений игрока. Апсон подписал с «молотками» контракт сроком на четыре с половиной года. Главный тренер «Бирмингема» Стив Брюс впоследствии заявил, что он не хотел продавать Апсона, но его заставил сделать это управляющий директор клуба Карен Брэди.
29 декабря 2007 года Апсон забил свой первый гол за «Вест Хэм» в матче против чемпионов Премьер-лиги «Манчестер Юнайтед».
В июле 2008 года номер «6», который носил Апсон в «Вест Хэме», был закреплён за легендарным игроком клуба Бобби Муром, после чего Апсон стал выступать в футболке под номером 15. В августе 2009 года, после ухода из клуба Лукаса Нила, Апсон был назначен капитаном «Вест Хэм Юнайтед».
23 мая 2014 года Апсон подписал однолетний контракт с клубом Премьер Лиги «Лестер Сити».

## Карьера в сборной
Апсон провёл 12 матчей за сборную Англии до 21 года, в которых отличился двумя голами. Благодаря уверенным выступлениям за «Бирмингем Сити» в сезоне 2002/03 Апсон был вызван в состав сборной Англии, проведя свой первый матч в мае 2003 года против сборной ЮАР. Будучи игроком «Бирмингема» он провёл семь матчей за сборную.
В феврале 2008 года Фабио Капелло включил Апсона в состав сборной на товарищеский матч против Швейцарии, который прошёл на «Уэмбли». Он вышел в стартовом составе, составив пару с Рио Фердинандом в центре защиты. Это была восьмая игра Апсона за сборную и первая за почти четыре года после последнего выступления. Затем он провёл полный матч против сборной Казахстана, так как Джон Терри получил травму.
Свой первый гол за сборную Англии Апсон забил 19 ноября 2008 года в товарищеском матче против сборной Германии. Встреча завершилась победой англичан со счётом 2:1, а Апсон был признан «игроком матча» по версии канала ITV.

## Статистика выступлений за сборную
| Матчи Мэттью Апсона за сборную Англии | Матчи Мэттью Апсона за сборную Англии | Матчи Мэттью Апсона за сборную Англии | Матчи Мэттью Апсона за сборную Англии | Матчи Мэттью Апсона за сборную Англии | Матчи Мэттью Апсона за сборную Англии | Матчи Мэттью Апсона за сборную Англии |
| ------------------------------------- | ------------------------------------- | ------------------------------------- | ------------------------------------- | ------------------------------------- | ------------------------------------- | ------------------------------------- |
| №                                     | Дата                                  | Оппонент                              | Счёт                                  | Голы                                  | Соревнование                          |                                       |
| 1                                     | 22 мая 2003                           | ЮАР                                   | 2 : 1                                 | -                                     | Товарищеский матч                     |                                       |
| 2                                     | 3 июня 2003                           | Сербия и Черногория                   | 2 : 1                                 | -                                     | Товарищеский матч                     |                                       |
| 3                                     | 11 июня 2003                          | Словакия                              | 2 : 1                                 | -                                     | Отборочный матч ЧЕ 2004               |                                       |
| 4                                     | 20 августа 2003                       | Хорватия                              | 3 : 1                                 | -                                     | Товарищеский матч                     |                                       |
| 5                                     | 10 сентября 2003                      | Лихтенштейн                           | 2 : 0                                 | -                                     | Отборочный матч ЧЕ 2004               |                                       |
| 6                                     | 16 ноября 2003                        | Дания                                 | 2 : 3                                 | -                                     | Товарищеский матч                     |                                       |
| 7                                     | 17 ноября 2004                        | Испания                               | 0 : 1                                 | -                                     | Товарищеский матч                     |                                       |
| 8                                     | 6 февраля 2008                        | Швейцария                             | 2 : 1                                 | -                                     | Товарищеский матч                     |                                       |
| 9                                     | 10 сентября 2008                      | Хорватия                              | 4 : 1                                 | -                                     | Отборочный матч ЧМ 2010               |                                       |
| 10                                    | 11 октября 2008                       | Казахстан                             | 5 : 1                                 | -                                     | Отборочный матч ЧМ 2010               |                                       |
| 11                                    | 15 октября 2008                       | Беларусь                              | 3 : 1                                 | -                                     | Отборочный матч ЧМ 2010               |                                       |
| 12                                    | 19 ноября 2008                        | Германия                              | 2 : 1                                 | 1                                     | Товарищеский матч                     |                                       |
| 13                                    | 11 февраля 2009                       | Испания                               | 0 : 2                                 | -                                     | Товарищеский матч                     |                                       |
| 14                                    | 28 марта 2009                         | Словакия                              | 4 : 0                                 | -                                     | Товарищеский матч                     |                                       |
| 15                                    | 6 июня 2009                           | Казахстан                             | 4 : 0                                 | -                                     | Отборочный матч ЧМ 2010               |                                       |
| 16                                    | 5 сентября 2009                       | Словения                              | 2 : 1                                 | -                                     | Товарищеский матч                     |                                       |
| 17                                    | 9 сентября 2009                       | Хорватия                              | 5 : 1                                 | -                                     | Отборочный матч ЧМ 2010               |                                       |
| 18                                    | 14 ноября 2009                        | Бразилия                              | 0 : 1                                 | -                                     | Товарищеский матч                     |                                       |
| 19                                    | 3 марта 2010                          | Египет                                | 3 : 1                                 | -                                     | Товарищеский матч                     |                                       |
| 20                                    | 23 июня 2010                          | Словения                              | 1 : 0                                 | -                                     | ЧМ 2010. Групповая стадия             |                                       |
| 21                                    | 27 июня 2010                          | Германия                              | 1 : 4                                 | 1                                     | ЧМ 2010. 1/8 финала                   |                                       |

## Достижения
Арсенал
- Чемпион Премьер-лиги: 2001/02
- Обладатель Кубка Англии: 2001/02
- Обладатель Суперкубка Англии: 2002